# Lilla Manntjärnen
Lilla Manntjärnen är en sjö i Malung-Sälens kommun i Dalarna och ingår i Dalälvens huvudavrinningsområde. Vid provfiske har abborre och gädda fångats i sjön.